# Ђорђе Симић
Ђорђе С. Симић (Београд, 28. фебруар 1843 — Земун, 11. октобар 1921) био је српски политичар и дипломата. Два пута је био председник владе Краљевине Србије и посланик у Санкт Петербургу, Бечу, Цариграду и Риму. Оставио је обимну мемоарску грађу.

## Биографија
Био је син Стојана Симића, политичара и пословног човека уставобранитељске епохе. По завршеном школовању у Београду, студирао је државне науке у Берлину, Хајделбергу и Паризу.
Запослио се као чиновник и Министарству иностраних дела Србије и био шеф његовог политичког одељења од 1867. до 1882. године. Од 1882. до 1884. био је генерални конзул у Софији, од 1887. до 1890. посланик у Санкт Петербургу и од 1890. до 1894. посланик у Бечу.
Први пут био је председник владе од 12. јануар а до 21. марта 1894. године. Влада је брзо дошла у кризу и пала због политичке оријентације краљева Александра и Милана на борбу против радикала, што Симић и неколико других министара нису прихватали.
Поново је био посланик у Бечу од 1894. до 1896. године. Други пут је председник владе и министар спољних послова од 17. децембра 1896. до 11. октобра 1897. године. Влада је била састављена од неутралних личности и радикала. У спољној политици постигла је половичне резултате у Македонији: Србија је добила право да оснива нове школе, а био је је привремено постављен српски владика у Скопљу, односио скопском владичанству. У унутрашњој политици, Симићева влада тежила је смиривању политичких страсти, поправљању финансијског стања и наоружању војске због грчко-турског рата у 1897. години.
Симић је потом је био посланик у Риму 1900. године, сенатор и председник Државног савета 1901. године, посланик и Цариграду 1903—1906. године, и поново посланик у Бечу од 1906. до 1912. године.
Један је од оснивача Црвеног крста и његов дугогодишњи председник.
Према Слободану Јовановићу, Симић је био човек отмених манира и дипломата, али и слаб политичар и мекан карактер без сопствене иницијативе, човек који није имао политичку тежину већ је стизао на високе положаје као дворски човек и компромисни кандидат.

## Породица

### Родитељи
| име           | слика | датум рођења   | датум смрти    |
| ------------- | ----- | -------------- | -------------- |
| Стојан Симић  |       | 25. март 1797. | 10. март 1852. |
| Стевана Симић |       |                |                |

### Први брак

#### Супружник
| име             | слика | датум рођења      | датум смрти   |
| --------------- | ----- | ----------------- | ------------- |
| Принцеза Јелена |       | 18. октобар 1846. | 26. јул 1867. |

### Други брак

#### Супружник
| име         | слика | датум рођења | датум смрти |
| ----------- | ----- | ------------ | ----------- |
| Јулка Пржић |       |              | 1872.       |

### Трећи брак

#### Супружник
| име                          | слика | датум рођења | датум смрти |
| ---------------------------- | ----- | ------------ | ----------- |
| Јелена Бојовић, рођена Тадић |       |              | .           |

### Четврти брак

#### Супружник
| име               | слика | датум рођења | датум смрти |
| ----------------- | ----- | ------------ | ----------- |
| Леополдина Коумал |       | 1888         | 1986.       |